# Concoide

Las dos ramas de una concoide con respecto a una circunferencia desde un polo exterior

Una concoide (del griego "κογχοειδής", [konchoeidḗs], a través del latín concha, en referencia a las conchas de los moluscos) es una curva plana obtenida a partir de un punto fijo O, de otra curva y de una distancia d. O es entonces el polo de la concoide y d su módulo. Para cada línea recta que pasa por O que interseca la curva dada en un punto P, se obtienen los puntos N y Q de la línea recta ubicados a una distancia d de P. La concoide es el lugar geométrico de los puntos N y Q cuando se atraviesa por P la curva dada.
En coordenadas polares con origen en el polo O, si la curva dada tiene la ecuación polar {\displaystyle r=\alpha (\theta )}, entonces la concoide tendrá la ecuación:
{\displaystyle r=\alpha (\theta )\pm d}
Esta familia de curvas recibe su nombre de la concoide de Nicomedes, la primera de las curvas de este tipo descubiertas.

## Definición alternativa

Concoide de una elipse

La condición de que la distancia d sea constante, implica que las concoides son un caso particular de las cisoides, en el que una de las dos curvas implicadas sería una circunferencia con centro en el polo O y radio d. De esta forma, se puede definir una concoide como una cisoide en la que una de las dos curvas generadoras es una circunferencia centrada en el polo O:
Si d es el radio de esta circunferencia, la concoide de una curva ρ=ρ1 (θ) tiene, en coordenadas polares, las expresiones:
{\displaystyle \rho =\rho _{1}(\theta )+d\,}
{\displaystyle \rho =\rho _{1}(\theta )-d\,}

## Concoide de Nicomedes
La concoide más simple es la de una recta, inventada por el  matemático griego Nicomedes en el siglo II a. C. Fue el primero en realizar una construcción mecánica de una curva plana distinta de la circunferencia.
Esta es la curva de ecuación polar {\displaystyle \rho ={\frac {a}{\cos \theta }}+d}, donde a es la distancia desde el polo a la directriz (a=OH).
Es una trisectriz, es decir, permite dividir un ángulo dado arbitrario en tres partes iguales, con la particularidad que para cada ángulo φ que se triseca, se necesita una concoide diferente.
Así mismo, las concoides de Nicomedes también permiten duplicar un cubo.

## Concoides de una circunferencia
Las concoides circulares pueden ser útiles para obtener la trisección de un ángulo. También se pueden utilizar para estudiar el movimiento de una biela en el caso de que se viera obligada a deslizarse pasando por un punto fijo y donde uno de sus puntos recorriera una circunferencia.
En un sistema de coordenadas cuyo origen O es el polo de la curva, la ecuación polar de la concoide de una circunferencia con centro C(a, 0) y radio {\displaystyle r=ka} (a representa la distancia OC) y módulo {\displaystyle d=la} es: {\displaystyle \rho =a(\cos \theta \pm {\sqrt {k^{2}-\sin ^{2}\theta }}\pm l)}
| Demostración |
| En primer lugar se calcula la ecuación de la circunferencia con centro C. Su ecuación cartesiana es {\displaystyle (x-c)^{2}+(y-d)^{2}=R^{2}}, y se tiene que con {\displaystyle x=\rho \cos \theta }, {\displaystyle y=\rho \sin \theta }, {\displaystyle c=\cos(0)\times a=a}, {\displaystyle d=\sin(0)\times a=0} y {\displaystyle R=r=ka}: {\displaystyle y^{2}+x^{2}-2xa+a^{2}-r^{2}=0} {\displaystyle \Leftrightarrow \rho ^{2}(\cos ^{2}\theta +\sin ^{2}\theta )-2a\rho \times \cos \theta +a^{2}-(ka)^{2}=0} {\displaystyle \Leftrightarrow \rho ^{2}-2a\rho \times \cos \theta +a^{2}(1-k^{2})=0} Resolviendo esta ecuación de segundo grado: {\displaystyle \rho ={\frac {2a\cos \theta \pm {\sqrt {4a^{2}\cos ^{2}\theta -4a^{2}(1-k^{2})}}}{2}}} {\displaystyle \Leftrightarrow \rho =a(\cos \theta \pm {\sqrt {k^{2}-(1-\cos ^{2}\theta )}})} {\displaystyle \Leftrightarrow \rho =a(\cos \theta \pm {\sqrt {k^{2}-\sin ^{2}\theta }})} Se puede concluir que la concoide de la circunferencia con centro C (a, 0) tiene la ecuación polar {\displaystyle \rho =a(\cos \theta \pm {\sqrt {k^{2}-\sin ^{2}\theta }}\pm l)}, ya que al=d |

Concoide de una circunferencia (polo exterior al círculo)

Hay algunos casos especiales interesantes:
- Cuando el polo coincide con el centro de la circunferencia, la concoide correspondiente consiste en dos circunferencias concéntricas cuyos radios son r=R+d y r'= R-d.
- Cuando el polo se encuentra en la circunferencia, se obtiene un caracol de Pascal.

### Caracol de Pascal
Los caracoles de Pascal deben su nombre a Étienne Pascal, padre de Blaise Pascal.
Un caracol de Pascal corresponde a la concoide de una circunferencia cuando el polo de la concoide está en la circunferencia. Tienen la ecuación en coordenadas polares:
{\displaystyle \rho =a+b\cos \theta ~}
Además, cuando b=2a, se obtiene el caracol trisector que posee, como la concoide de Nicomedes, la particularidad de permitir realizar la trisección del ángulo.